# Estação Ferroviária de Paçô Vieira
A Estação Ferroviária de Paçô Vieira foi uma gare da Linha de Guimarães, que servia a localidade de Paçô Vieira, no concelho de Guimarães, em Portugal.

## Descrição
Esta estação situava-se no ponto mais alto do traçado entre Guimarães e Fafe, estando a cerca de 150 m de desnível em relação à estação de Guimarães.

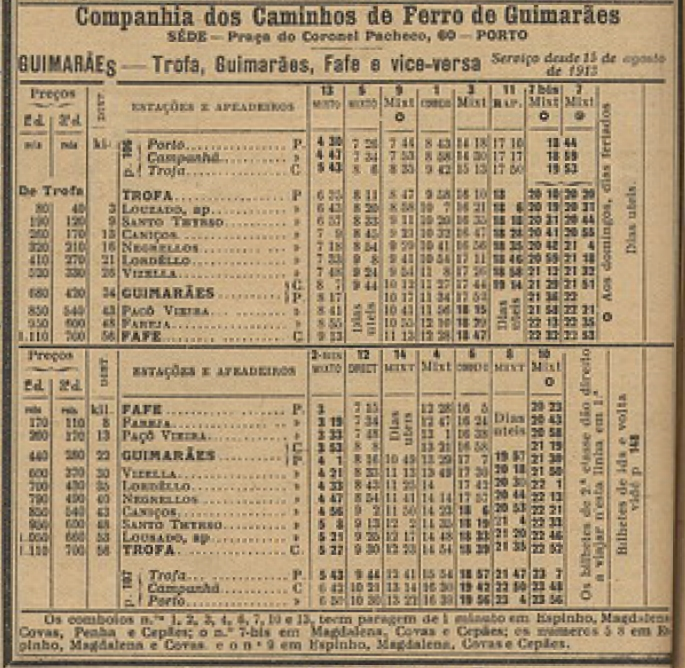
Horários da Linha de Guimarães em 1913, onde esta gare surge com o nome original, Negrellos

## História
Em 1 de Dezembro de 1906, chegou o primeiro comboio de serviço a Paçô Vieira, durante as obras do troço entre Guimarães e Fafe. Este troço abriu à exploração em 21 de Julho de 1907.
A estação de Paçô Vieira participou no XI Concurso das Estações Floridas, organizado em 1952 pela CP e pela Repartição de Turismo do Secretariado Nacional de Informação, tendo recebido uma menção honrosa especial. Nessa altura, o chefe de estação era Eduardo Costa. Na XIII edição do concurso, em 1954, a estação recebeu uma menção honrosa especial e um prémio de persistência.
O lanço da Linha de Guimarães entre Fafe e Guimarães foi encerrado em 1986.